# Dubé Settlement
Dubé Settlement é uma área não incorporada do Condado de Restigouche, Nova Brunswick, Canadá.